# 羽裂麻花头
羽裂麻花头（学名：Serratula dissecta）为菊科麻花头属的植物。分布在俄罗斯以及中国大陆的新疆等地，多生长在荒漠，目前尚未由人工引种栽培。

## 异名
- Serratula dissecta Ledeb. var. angulata (Kar. et Kir.) Trautv. Bull.